# Хантайка
Хантайка — річка на півночі Сибіру в Красноярському краї Росії, права притока Єнісею. На річці розташована Усть-Хантайська ГЕС, що утворює Усть-Хантайське водосховище. Джерелом річки вважається Мале Хантайське озеро. Довжина — 174 км, сточище — 30 700 км².

## Загальні відомості
Сточище річки розташовано вище північного полярного кола, в кліматичній зоні тундри і лісотундри, в області суцільного поширення вічної мерзлоти. Живлення річки змішане — снігове і дощове. Замерзає раніше і розкривається пізніше Єнісею — у жовтні і в першій половині червня, відповідно
Територіально річка розташовується в Таймирському районі Красноярського краю. Середня частина річки затоплено Усть-Хантайським водосховищем, що утворює Усть-Хантайська ГЕС.Стік зарегульований, середня витрата в 62 км від гирла становить 568 м³/с. Річка судноплавна до греблі гідроелектростанції, яка не обладнана шлюзами і прохід суден у верхній б'єф неможливий.
На основному притоці річки, річці Кулюмбе, планується будівництво Кулюмбійського каскаду гідроелектростанцій.

## Населені пункти
Верхня течія річки та район Усть-Хантайського водосховища не мають великих населених пунктів, в нижній течії біля ГЕС розташоване смт. Снєжногорськ, на узбережжі Хантайського озера розташовано однойменне селище Снєжногорськ адміністративно входить до складу Норильська, який віддалений на 160 км у північному напрямку від цього селища.

## Хантайські озера
У сточищі річки Хантайка понад чотири тисячі озер загальною площею близько 1650 км², основним з них є розташоване на західних околицях плато Путорана озеро Велике Хантайське, а також озеро Мале Хантайське і Хантайське водосховище:
- Хантайське водосховище розпочинається за 62 км від гирла, займає з півночі на південь близько 160 км при найбільшій ширині 9 км, загальна площа — 2230 км². Розташовується на висоті 52 м над рівнем моря, рівень водосховища може підніматися на 8 м[5].

- Мале Хантайське озеро розташоване за 174 км від гирла і вважається витоком річки[2][8][9]. Площа становить близько 70 км², система озер розташовується на висоті 62 м над рівнем моря[7][9].
- Велике Хантайське озеро пов'язане з Малим Хантайським протокою і розташовується на висоті 65 м над рівнем моря[7][9]. Довжина близько 80 км, ширина 25 км, площа становить близько 900 км². Утворилося через перегороджування мореною льодовикової долини[7]Велике Хантайське одне з найглибших озер Росії.
- Невеликі озера рівнинної частини сточища є водойми, утворення яких пов'язано з розвитком термокарсту у вічній мерзлоті. Походження озер що на плато Путорана в основному пояснюється тектонічною активністю, просуванням льодовиків в епохи зледенінь або комбінацією цих явищ за участю термокарстових процесів.[10]

## Дивись також
- Усть-Хантайська ГЕС